# Ingemar Johansson (boxejador)
|  | No s'ha de confondre amb Ingemar Johansson. |

Ingemar Johansson   (Göteborg, 22 de setembre de 1932 - Kungsbacka, 30 de gener de 2009), també anomenat el Martell de Thor, va ser un campió del món de pes pesat nascut a Suècia. Entre el 1952 i el 1963 va tenir 28 combats, guanyant-ne 26 (17 per knockout). Les dues derrotes contra Floyd Patterson van ser les úniques de la seva carrera professional. Després de jubilar-se, Johansson va dividir el seu temps entre Florida i Suècia.

## Biografia

### Primers anys
La introducció de Johansson al primer nivell de l'esport va ser desfavorable. Als dinou anys va ser desqualificat per passivitat als Jocs Olímpics d'estiu de Hèlsinki 1952 a la competició de pes pesat en una lluita contra l'eventual medallista d'or olímpic Ed Sanders. Johansson va sostenir que no estava evadint Sanders (que també va rebre un avís per passivitat), sinó que intentava cansar el seu oponent. Johansson va dir que s'havia limitat a un camp d'entrenament de 10 dies, només havia entrenat amb nouvinguts i el seu entrenador li havia dit que deixés que Sanders fos l'agressor. No obstant això, la seva medalla de plata es va retenir per un mal rendiment i se li va presentar només el 1982.
Johansson s'havia guanyat el seu lloc als Jocs Olímpics guanyant el Campionat Nacional de Suècia a principis del mateix any, 1952, després de noquejar el seu oponent a la primera ronda de la final.
Després dels Jocs Olímpics, Johansson es va aïllar durant sis mesos i va considerar deixar la boxa. No obstant això, va tornar al ring i es va convertir en professional sota la direcció de l'editor i promotor de boxa suec Edwin Ahlquist, guanyant posteriorment les seves primeres 21 baralles professionals. Va guanyar el títol professional escandinau enderrocar i superar el danès Erik Jensen (es trenca la mà dreta en el procés). Una mà trencada i un servei militar d'un any el van mantenir fora del ring fins a finals de 1954. L'agost de 1955, en la seva dotzena lluita professional, Johansson va derrotar a l'antic campió europeu de pes pesat Hein ten Hoff a la primera ronda. Va guanyar el títol de pes pesat escandinau el 1953 i, el 30 de setembre de 1956, va guanyar el Campionat d'Europa dels pes pesats anotant un KO a la 13a ronda sobre l'italià Franco Cavicchi a Milà.
Johansson va defensar amb èxit la seva corona europea contra els pesos pesats classificats Henry Cooper (nocat a la cinquena ronda el 19 de maig de 1957) i Joe Erskine, amb un nocaut técnico a la ronda 13 el 21 de febrer de 1958.

### Campió del món de pes pesat

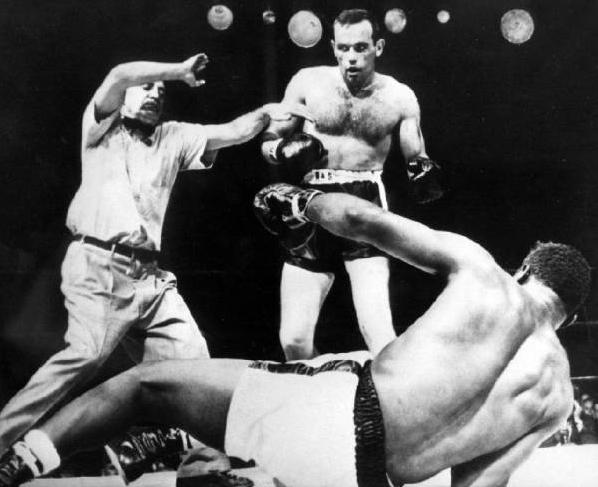
Johansson elimina a Floyd Patterson per fer-se campió mundial de pes pesat el 1959.

Johansson va guanyar la seva oportunitat a la corona mundial dels pes pesats quan va derrotar al millor rival Eddie Machen a la primera ronda del seu partit d'eliminació el 14 de setembre de 1958. Davant de 53.615 aficionats a l'estadi de futbol d'Ullevi, Johansson va derrotar Machen tres vegades, i finalment el va acabar amb una pluja de cops a les 2:16 de la primera ronda. Johansson va signar llavors per lluitar contra el campió Floyd Patterson.
Johansson era una figura acolorida a la ciutat de Nova York mentre s'entrenava per a la lluita. Evitant el règim d'entrenament monàstic afavorit per Patterson i altres lluitadors, Johansson es va entrenar al complex de Catskill de Grossingers. Semblava que no entrenava especialment dur, i sovint se'l veia als llocs nocturns amb la seva atractiva xicota, Elaine Sloane, a qui va demanar a sortir mentre treballava per a Sports Illustrated.
Va entrar al ring al Yankee Stadium el 26 de juny de 1959, com un desfavorit per 5-1. Johansson va passar les dues primeres rondes de la trobada retirant-se i fent un lleuger cop esquerre al campió. A la tercera ronda, Johansson va llançar un ganxo esquerre ample que Patterson va bloquejar amb la mà dreta. Quan va allunyar la mà dreta de la seva posició protectora davant la barbeta, Johansson el va perforar amb una mà dreta curta i poderosa. Patterson va baixar, es va aixecar amb cames inestables i es va posar dempeus. Johansson va seguir el seu avantatge i va enviar a Patterson sis vegades més a la ronda abans que el combat fos aturat per l'àrbitre Ruby Goldstein. Johansson ho va celebrar amb la seva xicota i futura esposa Birgit Lundgren i l'endemà un titular d'un diari de Nova York va expressar la sorpresa de la ciutat. Es deia: Ingo - És Bingo. Quan Johansson va tornar a Suècia, va volar amb un helicòpter, va aterrar al principal estadi de futbol de Göteborg, la seva ciutat natal, i va ser aplaudit per 20.000 persones. Va aparèixer a la portada de Sports Illustrated, així com a la portada de la revista Life el 20 de juliol de 1959, al costat de Birgit.
Johansson va ser un campió extravagant, un precursor dels Swinging Sixties. Una publicació va anomenar Johansson Cary Grant de boxa i el 1960 va aparèixer a la pel·lícula All the Young Men com a mariner, al costat de les estrelles Alan Ladd i Sidney Poitier. Allà on anava, als Estats Units o a Suècia, tenia una dona preciosa al braç, amb paparazzi fent fotos.
En aquell moment, el campió de pes pesat retirat Rocky Marciano, que es va asseure al costat del ring i va presenciar com Johansson eliminava a Patterson, va considerar una possible remuntada per a un combat de campionat contra Johansson. Va entrar a un camp d'entrenament, mantenint-lo de perfil baix, però va abandonar la idea perquè no podia entrar en la condició que tenia anteriorment, sentint-se massa vell per a una lluita pel títol.

### Revenja amb Patterson
Johansson va proposar matrimoni a la seva xicota Birgit l'abril de 1960 després que el campió visités Egipte. Després es va centrar en defensar el seu títol contra Floyd Patterson. Els dos van signar per a una represa el 20 de juny de 1960. Patterson va noquejar Johansson a la cinquena ronda amb un ganxo esquerre per ser el primer home a recuperar el títol indiscutible dels pes pesats del món. El cop de puny va agafar la barbeta de Johansson i va colpejar la lona amb un cop, abans d'aterrar d'esquena. Amb la sang gotejant de la seva boca, els seus ulls esmaltats mirant els llums de l'anell i el peu esquerre sacsejant-se, al suec li van fer el recompte de protecció. Després del recompte, Patterson va mostrar la seva preocupació per Johansson bressolant el seu oponent immòbil i prometent-li una segona oportunitat. Johansson va estar estirat d'esquena sobre la lona durant cinc minuts abans de ser col·locat en un tamboret que va pujar al ring. Encara estava atordit i inestable quinze minuts després del knockout quan el van ajudar a sortir del ring.

### Tercer partit amb Patterson
Patterson i Johansson van disputar el seu darrer partit el 13 de març de 1961. Johansson semblava estar en el pitjor estat físic dels seus tres enfrontaments amb Patterson. AJ Liebling, escrivint a The New Yorker, va dir que el resultat semblava predeterminat i que Johansson no estava fent dieta per a la baralla, menjant pollastre a la crema, pastís de maduixa i pastís de formatge de cireres. Tot i això, la lluita va ser competitiva. Johansson va atrapar a Patterson saltant sobre ell a la primera ronda i el va fer caure. Va seguir el seu avantatge anotant un altre enderrocament, però ell mateix va ser atrapat entrant ben obert per aquell famós ganxo esquerre de Patterson, que va resultar en una derrota. A mesura que la lluita avançava, es va fer evident que Johansson estava cansat. Patterson va guanyar quan l'àrbitre va aturar ràpidament la competició a la sisena ronda després que Johansson hagués estat derrocat una vegada més.

### Carrera posterior i jubilació

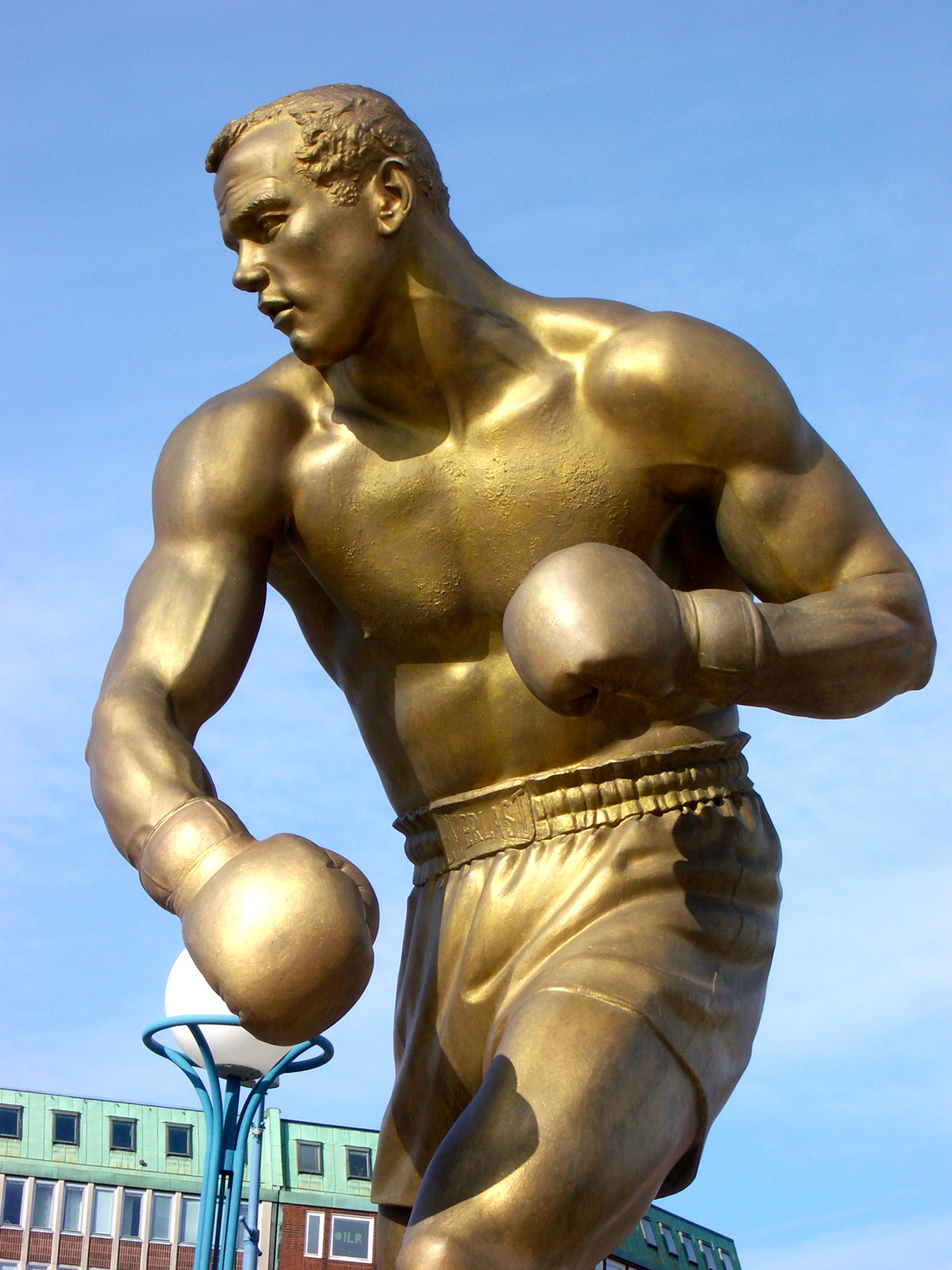
Ingo the Champ, l'estàtua de bronze de Johansson de Peter Linde, es va inaugurar a la seva ciutat natal Göteborg el 2011, davant de l'estadi Ullevi, on va guanyar una lluita el 1958 contra Eddie Machen.

Ingemar Johansson i Floyd Patterson es van convertir en bons amics que van travessar l'Atlàntic per visitar-se cada any.
Johansson va fer diverses pel·lícules a Suècia i va aparèixer com a mariner a la pel·lícula de la Guerra de Corea All the Young Men (1960). A la dècada del 1960, juntament amb altres interessos empresarials, Johansson va promoure conjuntament cartes de boxa a Suècia, incloses diverses amb l'excampió Sonny Liston (1966 i 1967). El 22 d'abril de 1966, va fer una exhibició de cinc rondes amb el campió europeu de pes pesat Karl Mildenberger per a la seva primera copromoció. També posseïa un vaixell de pesca i un bar anomenat Ingo's.
A la dècada del 1970, residia a Pompano Beach, Florida, on era propietari d'un hotel. Va córrer en maratons (incloent-hi la Marató de Nova York i la Marató de Boston) per tot el món fins a mitjans dels anys vuitanta. El 1985 va completar la Marató d'Estocolm.
Durant la dècada del 1990, Johansson i Patterson assistien a convencions de boxa i també signarien autògrafs sobre records de boxa. Van continuar sent amics fins que l'aparició de la malaltia d'Alzheimer els va incapacitar a tots dos. Ara es creu que tots dos van patir una encefalopatia traumàtica crònica (CTE), tal com s'ha descobert en molts esportistes de contacte i de combat, inclosa la boxa, encara que la seva carrera va ser força curta en comparació amb alguns campions. A la dècada del 1990, els interessos comercials de Johansson a Suècia incloïen roba esportiva i una cervesa lager lleugera anomenada Hammer, anomenada així per la seva destresa en punxar.
L'any 2000, l'Acadèmia d'Esports Sueca va seleccionar Johansson com el tercer millor atleta de Suècia del segle xx, darrere del gran tennista Björn Borg i del gran de l'esquí alpí Ingemar Stenmark. El 2002, va ser inclòs al Saló de la Fama de la Boxa Internacional.
Després d'haver patit la malaltia d'Alzheimer i la demència des de mitjans de la dècada del 1990, va viure en una residència d'avis a Kungsbacka mentre la seva salut es deteriorava. En les últimes etapes de la seva malaltia, es va reunir amb la seva segona dona, Birgit, que estava al seu costat quan va morir el 30 de gener de 2009, per complicacions posteriors a la pneumònia. En el moment de la seva mort, als 76 anys era el campió de pes pesat viu més antic. Johansson es va casar tres vegades i li sobreviuen cinc fills.
El gener de 2011, la cançó de Johnny Lion de 1959 Ingemar Johansson, que narra la lluita de Patterson de 1959, es va tornar a publicar a l'àlbum recopilatori From The Vault: The Coed Records Lost Master Tapes, Volume 1.

## Registre professional
| 26 victòries (17 nocauts), 2 derrotes |          |          |                        |       |               |                  |                                                    |                                                           |
| No.                                   | Resultat | Registre | Oponent                | Tipus | Ronda, temps  | Data             | Ubicació                                           | Notes                                                     |
| 28                                    | Victòria | 26–2     | Brian London           | PTS   | 12            | 21 abril 1963    | Johanneshovs Isstadion, Estocolm, Suècia           |                                                           |
| 27                                    | Victòria | 25–2     | Dick Richardson        | KO    | 8 (15), 2:13  | 17 juny 1962     | Ullevi, Gothenburg, Suècia                         | Va guanyar el títol europeu de pes pesat                  |
| 26                                    | Victòria | 24–2     | Wim Snoek              | KO    | 5 (10), 1:15  | 15 abril 1962    | Kungliga tennishallen, Estocolm, Suècia            |                                                           |
| 25                                    | Victòria | 23–2     | Joe Bygraves           | TKO   | 7 (12), 2:08  | 9 febrer 1962    | Exhibition i Congress Centre, Gothenburg, Suècia   |                                                           |
| 24                                    | Derrota  | 22–2     | Floyd Patterson        | KO    | 6 (15), 2:45  | 13 març 1961     | Exhibition Hall, Miami Beach Florida, EEUU         | Pels títols de pes pesat NBA, NYSAC, i The Ring           |
| 23                                    | Derrota  | 22–1     | Floyd Patterson        | KO    | 5 (15), 1:51  | 20 juny 1960     | Polo Grounds, ciutat de Nova York, Nova York, EUU  | Perd els títols de pes pesat NBA, NYSAC, i The Ring       |
| 22                                    | Victòria | 22–0     | Floyd Patterson        | TKO   | 3 (15), 2:03  | 26 juny 1959     | Yankee Stadium, ciutat de Nova York Nova York, EUU | Va guanyar els títols de pes pesat NBA, NYSAC, i The Ring |
| 21                                    | Victòria | 21–0     | Eddie Machen           | KO    | 1 (12), 2:16  | 14 setembre 1958 | Ullevi, Gothenburg, Suècia                         |                                                           |
| 20                                    | Victòria | 20–0     | Heinz Neuhaus          | TKO   | 4 (12), 2:56  | 13 juliol 1958   | Ullevi, Gothenburg, Suècia                         |                                                           |
| 19                                    | Victòria | 19–0     | Joe Erskine            | TKO   | 13 (15)       | 21 febrer 1958   | Exhibition i Congress Centre, Gothenburg, Suècia   | Conservà títol europeu de pes pesat                       |
| 18                                    | Victòria | 18–0     | Archie McBride         | PTS   | 10            | 13 desembre 1957 | Exhibition i Congress Centre, Gothenburg, Suècia   |                                                           |
| 17                                    | Victòria | 17–0     | Henry Cooper           | KO    | 5 (15), 2:57  | 19 maig 1957     | Estadi Råsunda, Estocolm, Suècia                   | Conservà títol europeu de pes pesat                       |
| 16                                    | Victòria | 16–0     | Peter Bates            | KO    | 2 (10), 1:45  | 28 desembre 1956 | Exhibition i Congress Centre, Gothenburg, Suècia   |                                                           |
| 15                                    | Victòria | 15–0     | Franco Cavicchi        | KO    | 13 (15), 1:16 | 30 setembre 1956 | PalaDozza, Bologna, Itàlia                         | Va guanyar el títol europeu de pes pesat                  |
| 14                                    | Victòria | 14–0     | Hans Friedrich         | PTS   | 10            | 15 abril 1956    | Kungliga tennishallen, Estocolm, Suècia            |                                                           |
| 13                                    | Victòria | 13–0     | Joe Bygraves           | PTS   | 8             | 24 febrer 1956   | Exhibition i Congress Centre, Gothenburg, Suècia   |                                                           |
| 12                                    | Victòria | 12–0     | Hein ten Hoff          | KO    | 1 (8), 1:00   | 28 agost 1955    | Ullevi, Gothenburg, Suècia                         |                                                           |
| 11                                    | Victòria | 11–0     | Günter Nurnberg        | KO    | 7 (8)         | 12 juny 1955     | Westfalenhalle, Dortmund, Alemanya                 |                                                           |
| 10                                    | Victòria | 10–0     | Uber Bacilieri         | UD    | 8             | 3 abril 1955     | Kungliga tennishallen, Estocolm, Suècia            |                                                           |
| 9                                     | Victòria | 9–0      | Aldo Pellegrini        | DQ    | 5 (8)         | 4 març 1955      | Exhibition i Congress Centre, Gothenburg, Suècia   | Pellegrini va ser desqualificat per repetits cops baixos  |
| 8                                     | Victòria | 8–0      | Kurt Schiegl           | TKO   | 5 (8), 2:28   | 13 febrer 1955   | Kungliga tennishallen, Estocolm, Suècia            |                                                           |
| 7                                     | Victòria | 7–0      | Ansell Adams           | PTS   | 8             | 6 gener 1955     | Exhibition i Congress Centre, Gothenburg, Suècia   |                                                           |
| 6                                     | Victòria | 6–0      | Werner Wiegand         | TKO   | 5 (8), 2:45   | 5 novembre 1954  | Exhibition i Congress Centre, Gothenburg, Suècia   |                                                           |
| 5                                     | Victòria | 5–0      | Raymond Degl'lnnocenti | KO    | 2 (6)         | 3 desembre 1953  | Exhibition i Congress Centre, Gothenburg, Suècia   |                                                           |
| 4                                     | Victòria | 4–0      | Erik Jensen            | PTS   | 6             | 12 març 1953     | K.B. Hallen, Copenhaguen, Dinamarca                | Va guanyar el títol escandinau vacant de pes pesat        |
| 3                                     | Victòria | 3–0      | Lloyd Barnett          | PTS   | 8             | 6 març 1953      | Exhibition i Congress Centre, Gothenburg, Suècia   |                                                           |
| 2                                     | Victòria | 2–0      | Emile Bentz            | KO    | 2 (6), 0:32   | 6 febrer 1953    | Exhibition i Congress Centre, Gothenburg, Suècia   |                                                           |
| 1                                     | Victòria | 1–0      | Robert Masson          | KO    | 4 (8), 1:30   | 5 desembre 1952  | Exhibition i Congress Centre, Gothenburg, Suècia   |                                                           |